# مترجمان بدون مرز
مترجمان بدون مرز، انجمنی ناسودبر است که با هدف ارائه خدمات ترجمه به فعالیت‌های بشردوستانه تأسیس شده‌است. این سازمان در سال ۲۰۱۰ به عنوان پروژه خواهر برای Traducteurs Sans Frontières که سال ۱۹۹۷ توسط لکسلرا پایه‌گذاری شده بود به وجود آمد. در سال ۲۰۱۱ حدود هزار نفر مترجم داوطلب عضو این تشکیلات بوده‌اند. 

## فعالیت‌ها
در سال ۲۰۱۱ پروژه‌ای با هدف ترجمه مقالات اصلی پزشکی موجود در نسخه انگلیسی دانشنامه ویکی‌پدیا به سایر زبان‌ها آغاز شده‌است. 